# La scelta di Anne - L'Événement
La scelta di Anne - L'Événement (L'Événement) è un film del 2021 diretto da Audrey Diwan.
Adattamento del romanzo autobiografico di Annie Ernaux L'evento (2000), ha vinto il Leone d'oro alla 78ª Mostra internazionale d'arte cinematografica di Venezia.

## Trama
Angoulême, 1963. Anne Duchesne è una brillante studentessa universitaria di umili origini che scopre di essere rimasta incinta dopo una breve relazione. Anne non vuole tenere il bambino perché desidera continuare gli studi e diventare una scrittrice, ma in Francia abortire è ancora illegale e chiunque la aiutasse a farlo rischierebbe il carcere. Di conseguenza, Anne non riceve alcun sostegno né dalle sue amiche, né da Maxime, il padre del bambino, che reagisce freddamente alla notizia della gravidanza. La ragazza si rivolge a due medici diversi, ma anche questi si rifiutano di aiutarla: il primo le prescrive l’estradiolo facendole credere che possa provocare le mestruazioni, mentre in realtà ha l’effetto opposto. Il secondo, invece, si mostra più comprensivo e le rivela la verità sull’estradiolo, ma è preoccupato per le possibili conseguenze a livello legale e professionale.
Anne prova a chiedere aiuto anche al suo amico Jean, sperando che una delle ragazze che lui frequenta abbia vissuto la sua stessa esperienza e possa quindi darle dei consigli: lui, però, è interessato solo a flirtare con lei. La giovane è sconvolta, non riesce più a concentrarsi sullo studio e il suo rendimento peggiora, cosa che il suo docente, il professor Bornec, interpreta come una semplice mancanza di motivazione. Anche sua madre Gabrielle nota un cambiamento nel suo atteggiamento e la rimprovera, dicendole che anche lei preferirebbe riposarsi invece di lavorare. Al colmo della disperazione, Anne tenta addirittura di procurarsi l’aborto da sola usando un ferro da maglia, senza però riuscirci.
Jean mette Anne in contatto con Laetitia, una sua amica che ha abortito clandestinamente con l’aiuto di una mammana, la signora Rivière. Laetitia la avverte che la procedura sarà molto dolorosa, rischia di finire in ospedale e persino di morire per eventuali complicazioni. Inoltre, qualora dovesse sopravvivere, il medico che la visiterà dovrà far passare l’accaduto per un aborto spontaneo; in caso contrario, Anne finirà in prigione. Laetitia si offre anche di prestarle i 400 franchi necessari per l’intervento, ma Anne li rifiuta e decide di vendere alcuni oggetti personali per raccogliere la somma.
Anne prende quindi appuntamento con la signora Rivière e si reca a casa sua. La donna le inserisce una bacchetta nell’utero, che però non sortisce alcun effetto: così, Anne torna da lei e accetta l’inserimento di una seconda bacchetta, nonostante ciò possa mettere a repentaglio la sua stessa vita. Tornata alla residenza per studentesse dove vive, Anne viene colta da forti dolori e si rifugia in bagno, dove espelle il feto. In preda al panico, chiede a una compagna di stanza di aiutarla, ma poco dopo ha una forte emorragia, sviene e deve essere ricoverata in ospedale. Mentre la ragazza è ancora in stato confusionale, un’infermiera chiede al medico cosa indicare nel referto e lui risponde “aborto spontaneo”.
Anne può così sostenere gli esami di fine anno. Il professor Bornec apre la sessione leggendo un brano di una poesia e augura a tutti gli studenti “che queste parole di Victor Hugo possano mostrarvi la via”.

## Distribuzione
Il film è stato presentato in anteprima il 6 settembre 2021 in concorso alla 78ª Mostra internazionale d'arte cinematografica di Venezia. Distribuito in Francia da Wild Bunch, è stato distribuito nelle sale cinematografiche italiane da Eurpictures a partire dal 4 novembre 2021.

## Riconoscimenti
- 2021 - Mostra internazionale d'arte cinematografica[4][5]
  - Leone d'oro al miglior film
  - Premio FIPRESCI (Concorso)
  - Premio Arca CinemaGiovani al miglior film (Concorso)
  - Premio Brian dell'UAAR
- 2022 - Premio Lumière
  - Miglior film
  - Miglior attrice a Anamaria Vartolomei
  - Candidatura a miglior regista a Audrey Diwan
  - Candidatura a miglior fotografia a Laurent Tangy
- 2022 - Premio César
  - Migliore promessa femminile a Anamaria Vartolomei